# Eldin Hadžić
Eldin Hadžić Osmanović (Sarajevo, Bòsnia i Hercegovina, Iugoslàvia, 14 d'octubre de 1991), conegut esportivament com a Eldin, és un futbolista nacionalitzat espanyol, encara que nascut en el territori que actualment és Bòsnia i Hercegovina. A causa de la guerra de Bòsnia ell i la seva família varen emigrar al País Valencià, i es van assentar a Catral, al Baix Segura. Juga com a centrecampista o extrem al CF Intercity.